# Rozkosz (województwo lubelskie)
Rozkosz – kolonia w Polsce położona w województwie lubelskim, w powiecie chełmskim, w gminie Dorohusk.
| SIMC    | Nazwa | Rodzaj    |
| ------- | ----- | --------- |
| 1025611 | Kępy  | część wsi |

W latach 1975–1998 miejscowość administracyjnie należała do województwa chełmskiego. 
Wieś jest sołectwem w gminie Dorohusk. Według Narodowego Spisu Powszechnego (III 2011 r.) liczyła 117 mieszkańców i była piętnastą miejscowością co do liczby ludności gminy